# Liste des pièces de collection croates en euro
Une pièce de collection croate en euro est une pièce de monnaie libellée en euro et émise par la Croatie mais qui n'est pas destinée à circuler.  Elle est principalement destinée aux collectionneurs.
L'euro a remplacé l'ancienne monnaie nationale, la kuna, le 1er janvier 2023 au taux de conversion de 1 euro = 7,53450 .

## 2023
La Banque nationale croate a émis des pièces de collection en or et en argent avec le motif de base d'une cravate de contour. La pièce d'or est émise dans la valeur faciale de 100 euros et la pièce d'argent est émise dans la valeur faciale de 6 euros.
La conception des pièces est du sculpteur Nikola Vudrag et l'ensemble de collection a été mis en vente le 18 avril 2023 et la quantité totale émise est limitée à 500 pièces.